# Broška iz Tare
Broška iz Tare je keltska broška pseudo-penanularnega tipa, izdelana med letoma 650 do 750 n. št.. Najdena je bila na Irskem leta 1850, vendar kljub temu, da ima ime Tara, verjetno blizu Bettystowna. Ime, s katerim je postala znana, je broški dal draguljar, ki jo je kupil, kot tržni predmet za kopije, ki so jih naredili. Broška je bila razstavljena na mednarodni ravni in je bila eden od predmetov, ki so sredi 19. stoletja spodbudili keltski preporod. Zdaj je na ogled v Narodnem muzeju Irske v Dublinu.
Narodni muzej Irske opisuje: »... broška iz Tara velja za vrhunec zgodnje srednjeveških irskih kovinskih izdelkov. Vsak posamezni element dekoracije je odlično izveden, obseg tehnike, ki je predstavljen na tako majhnem predmetu, je osupljiv«. 

## Opis
Broška ima premer 8,7 cm in zatič dolg 32 cm. Narejena je iz litega in pozlačenega srebra, okrašenega na sprednji in zadnji strani. Na sprednji strani so lepe zlate filigranske plošče, ki prikazujejo živalske in abstraktne motive, ločene s steklenimi bunkicami, emajlom in jantarjem. Hrbtna stran je lažja kot sprednja, dekoracije je manj. Motivi so sestavljeni iz svitkov in trojnih spiral. Broški je priložena vrtljiva priponka kot srebrna veriga, izdelana iz pletene žice. Vrtljivi del sestavljajo glave živali, obrobljene z dvema majhnima ulitima steklenima človeškima glavama. 

## Odkritje
Čeprav je broška imenovana po hribu Tara, ki je tradicionalno gledano sedež visokih kraljev Irske (irsko Ard Rí na hÉireann, angleško High King of Ireland), broška iz Tare nima nobene zveze niti s hribom niti z visokimi kralji Irske. Broška naj bi bila najdena avgusta 1850 na plaži v Bettystownu, v bližini Laytowna, grofija Meath, približno 50 km severno od Dublina in približno 25 kilometrov od hriba Tara. Najditelj, kmetica (ali njena  sinova), je trdila, da jo je našla v škatli, pokopani v pesku, verjetno v notranjosti, čeprav je je trdila, da je bila najdena na plaži, da bi se izognila pravnemu zahtevku lastnika zemljišča. Prodana je bila prodajalcu in nato dublinskemu draguljarju G. & S. Waterhouse, ki je že izdeloval keltski revival nakit in jo preimenoval v broško iz Tare, da bi povečal njeno  privlačnost. 
Broška je bila izdelana v številnih kosov, z veliko dekoracije na majhnih ploščicah, ki so bile nato pritrjene na svoje mesto. Ko je bila najdena, je manjkal le en del okrašene ploščice, še nekaj več jih je izginilo pred prihodom v zbirko Kraljeve irske akademije , ki je kasneje preneslo svojo zbirko starin v nov Narodni muzej.

## Odziv v 19. stoletju
Keltski revival nakit je postal zelo moden v 1840-ih. Waterhouse je uporabil broško iz Tare kot središče prikazov svojih replik in imitacij keltskih brošk v svoji dublinski trgovini, in jo razstavljal tudi na svetovni razstavi v Londonu leta 1851 in na Pariški Exposition Universelle, pa tudi na Dublinski razstavi, ki jo je obiskala kraljica Viktorija Leta 1853. Viktoriji so bile všeč te keltske broške in na svetovni razstavi je kupila faksimile broške iz Tare. Princ Albert je kupil dve podobni deli, ko sta skupaj obiskala Dublin leta 1849. Waterhouse je izumil ime broške in ga izbral za povezavo povezano z visokimi kralji Irske, »popolnoma se zavedajoč, da bi je to Irska srednjeveška fantazija«.  Leta 1868 je bila broška prodana Kraljevi irski akademiji. Do tridesetih let dvajsetega stoletja je postala generični izraz za keltske revival broške, od katerih so nekatere do takrat izdelovale indijske delavnice za izvoz v Evropo. 